# Хадрозаври
ЦЦХадрозаврите (Hadrosaurus), (на гръцки: ἁδρος + σαυρος, буквално – силен, як гущер) са род огромни динозаври от семейство Hadrosauridae.
Те са тревопасни динозаври, живеещи на стада и вървящи изправени на два крака.

## История на откритието
Хадрозавърът е първия динозавър, открит в Северна Америка. Именно след това откритие, било изяснено, че динозаврите могат да се придвижват на задните си крака. Първият и единствен скелет е открит през 1858 г. в щата Ню Джърси. На този скелет е липсвал черепа.
През 1865 г. хадрозавърът е описан от палеонтолога Джоузеф Лейди. През 1868 г. скелетът е сглобен — при реконструкцията, черепът е измислен и изглеждал като при игуанодона. По-късно са намерени скелети на близки родственици на хадрозавъра със съхранени черепи — грипозавър и брахилофозавър.
Хадрозавърът е огромен тревопасен динозавър. Тези екзотични създания имали в устата си цели 200 зъба в своята патеподобна уста. Те също така живеели на стада. Някои хадрозаври имали гребени зад главите си, с които издавали звуци, с които предупреждават стадото си за гигантозаври, раптори, дромеозаври, карнотаври, тиранозаври, алозаври и други. Хадрозаврите нямали никакви средства за защита като анкилозаврите, пахицефалозаврите, трицератопсите и стегозаврите, но за това те имали силни крака. Тези динозаври имали големи мозъци.